# بوتورووینا
بوتورووینا (به صربی: Boturovina) یک منطقهٔ مسکونی در صربستان است که در نووی پازار واقع شده‌است.